# Església de Saint Barnabas (Erdington)
L'església de Saint Barnabas és l'església parroquial d'Erdington, àrea situada al nord de la ciutat de Birmingham (Anglaterra). Es troba al High Street, al centre comercial d'Erdington, i és un edifici protegit de grau II.

## Història
L'església va ser dissenyada per Thomas Rickman i construïda entre 1822 i 1823 com a capella. L'església va ser famosa per les seves setze vidrieres que representen escenes de la vida de Jesús i històries de les Escriptures, com la resurrecció de Llàtzer, la resurrecció de Jesús, la paràbola del bon samarità i Sant Pau i Sant Bernabé, que també van ser dissenyats per Thomas Rickman. Va ser consagrada el 23 de juliol de 1824. L'església va ser construïda pels membres de la Comissió (en anglès, Commissioners) a un cost de cinc mil lliures, mil de les quals van ser recollides a través de donacions públiques.

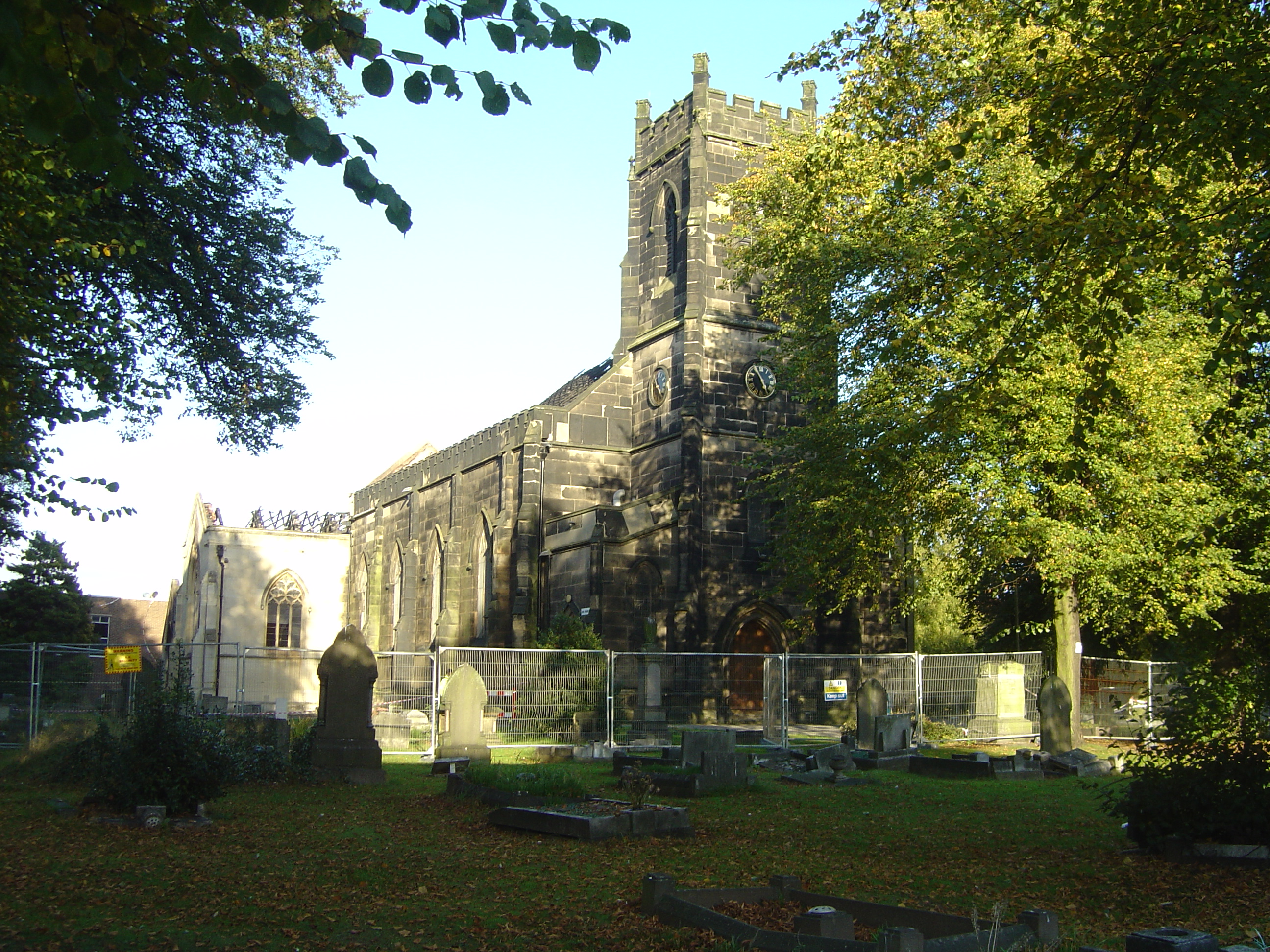
L'església després de l'incendi

El matí del 4 d'octubre de 2007 s'hi va produir un incendi, que va deixar l'església severament danyada. El servei de bombers va rebre l'avís a les 6 del matí. Uns 75 bombers i 15 camions van treballar per apagar el foc. Es va destruir el sostre i es van perdre tots els vitralls, menys un, mentre que el rellotge i la torre del campanar i les parets es van mantenir intactes. David Urquhart, bisbe de Birmingham, va afirmar que estava decidit a reconstruir l'església. Es creu que l'incendi va ser causat per piròmans.
La reconstrucció de l'església va començar el gener de 2011 i es va acabar el 2012. El temple va ser tornat a consagrar el desembre de 2012 pel bisbe de Birmingham.

## Cementiri
El cementiri conté tombes disperses de 66 soldats, 29 de la Primera Guerra Mundial i 37, de la Segona. Un monument commemoratiu enumera les persones enterrades en fosses de l'antic terreny que no van poder ser marcades en làpides individuals.